# Залізничне (Інкерман)
Залізничне, селище Нафтобаза — район міста Інкерман, колишнє селище.
Розташований на півдні міста, приблизно за 2,5 кілометри на південний схід від вершини Севастопольської бухти, на правому березі річки Чорної.
Основні вулиці: Нафтова.
При будівництві окупантами нового мосту більша частина  району була знесена, залишилося всього 5 чотириквартирних будинка.